# Ительменские языки
Ительме́нские языки́ — языковая группа (семья) в северо-восточной Сибири, предположительно родственная чукотско-корякской и составляющая с ней чукотско-камчатскую семью.

## Состав
Выделяются языки:
- собственно ительменский (западноительменский) (побережье Охотского моря):
  - южный диалект (с хайрюзовским и напанским говорами);
  - седанкинский (северный) диалект (жители бывшего посёлка Седанка в верхнем течении реки Тигиль)

и вымершие:
- восточноительменский (побережье Тихого океана);
- южноительменский (южная часть Камчатки).

## Проблема родства с чукотско-корякскими
Некоторые исследователи (А. П. Володин, И. С. Вдовин, Д. Уорт) отрицают генетическое родство между чукотско-корякскими и ительменскими языками. По их мнению, сходства между этими группами объясняются интенсивными контактами, в ходе которых ительменские языки заимствовали значительную часть лексики и морфологии из чукотско-корякских языков, сохранив при этом особенности собственной фонетики и синтаксиса: отсутствие инкорпорации (Фортескью предполагает её существование в прошлом) и сингармонизма (как они считают, вторичен под чукотско-корякским влиянием и не последователен), наличие глоттализованных согласных, возможность скоплений согласных, номинативный строй. Однако предполагаемые заимствования относятся к таким устойчивым структурам языка, как основная лексика из 100-словного списка Сводеша и глагольные аффиксы, поэтому сторонники генетического родства считают, что речь идёт не о заимствованиях, а о существовании единого чукотско-камчатского праязыка; отличия же объясняются субстратным влиянием некоего неизвестного языка на праительменский. Возможна реконструкция общей чукотско-камчатской лексики: существует уже два этимологических словаря чукотско-камчатских языков (М. Фортескью и О. Мудрака). При некоторых различиях в деталях, они, в целом, не противоречат друг другу.
М. Фортескью в «Comparative Chukotko-Kamchatkan Dictionary» и О. А. Мудрак в «Своде камчадальской лексики по памятникам XVIII века» показывают существование композитов вида (m) + (r) + R + (m) и некоторых, по-видимому, инкорпоративных образований, причём число корней в составе подобных комплексов, согласно реконструкциям в «Своде», доходит до четырёх.

## Фонетические особенности
Вокализм и консонантизм ительменских более развит по сравнению с вокализмом и консонантизмом чукотско-корякских.
В собственно ительменском сингармонизм по подъёму сосуществует с закреплением вокалического чередования уже в виде аблаута, а кроме того, существует лабиальный сингармонизм.

## Грамматические особенности
Как и в чукотско-корякских, в ительменских широко распространена префиксация, не характерная для остальных семей ареала.
Прилагательные и наречия как самостоятельные категории в чукотско-камчатских отсутствуют.
Категория грамматического рода отсутствует, но выделяются по соотношению падежно-числовых форм, а также глагольному согласованию классы активности (от двух до четырёх: неодушевлённые — со множественным числом и с собирательной формой вместо множественного, одушевлённые — названия животных и лиц).
Инкорпорация (возможно) отсутствует, но, согласно некоторым исследованиям, существовала в прошлом.
Стратегии актантного кодирования: номинативная, субъектно-объектная, пассивная (эргативная?) + пермутативная (антипассивная).